# Music Construction Set
Music Construction Set (MCS) is een programma om digitale muziek te componeren. Het werd ontwikkeld door Will Harvey en gepubliceerd in 1984 door Electronic Arts voor het Apple II platform. Het werd echter snel geporteerd naar andere platformen. Harvey maakte het design en programmeerde de oorspronkelijke Apple II-versie van het programma in assembleertaal toen hij 15 was en studeerde aan de highschool.
Hoewel het entertainmentsoftware is en dus strikt officieel geen computerspel, wordt het vaak samengenomen met de games die hij ontwikkelde. Het programma werd primair geschreven om muziek te maken om in een game te gebruiken. Het wordt ook beschouwd als edutainment (samentrekking van entertainment en educatie) omdat gebruikers muzieknotatie konden leren door gebruik te maken van de software.
Music Construction Set is de voorloper van veel hedendaagse muzieknotatieprogramma's.

## Beschrijving
Met MCS kon de gebruiker een muzikale compositie creëren gebruikmakend van een grafische gebruikersomgeving, een nieuw concept ten tijde van de uitgave. Gebruikers konden rechtstreeks noten slepen en neerzetten op de notenbalk, hun creaties afspelen en ze uitprinten. Het programma leverde enkele populaire songs mee als voorbeelden.
De meeste versies van dit programma vereisten het gebruik van een analoge joystick om liedjes te componeren.

## Beperkingen
Hoewel het programma nieuw was, ging het muziekcreatie-proces traag door van de tamelijk primitieve invoermethoden van de eerste homecomputers. Ook hadden de Apple II en IBM PC erg beperkte geluidsmogelijkheden. De Atari 400 en 800 computers hadden echter 4-kanaalsgeluid via hun speciale chipset. Deze wordt volledig ondersteund door de Atari 8-bitversie van dit programma.
Het programma maakte gebruik van geavanceerde apparatuur indien beschikbaar.
Bijvoorbeeld: de IBM PC-versie stond de gebruikers toe om output-audio via de cassettepoort van de IBM PC Model 5150, zodat ze 4-kanaalsgeluid konden versturen naar hun stereoversterker. Het programma maakte ook gebruik van de 3-kanaals geluidschipset die meegeleverd werd met de IBM PCjr en de Tandy 1000. De Apple II-versie ondersteunde de Mockingboard voor betrouwbaardere geluidskwaliteit. Het gebruik van Mockingboard stond bovendien toe om mee te scrollen met de muziek terwijl de noten werden afgespeeld. Zonder deze uitbreidingskaart had de Apple II bijna 100% van de CPU nodig om geluid te produceren en kon daardoor het scherm niet bijwerken tijdens het afspelen van noten.

## Platformen
Als een nieuw, krachtig concept voor entertainment software was MCS winstgevend voor Harvey en Electronic Arts. Daarom porteerde Electronic Arts het programma snel naar andere in dat tijdperk populaire platformen waaronder de IBM PC en de Commodore 64.
In 1986 kwam er ook een geporteerde Apple IIGS-versie gebruikmakend van de geavanceerde, ingebouwde Ensoniq wavetable-synthese.
De versie van MCS voor de Atari ST was geen port en deelde geen broncode met de oorspronkelijke versies. De Atari ST-versie werd ontwikkeld door Richard J. Plom voor Intersect Software Corporation onder de naam "The Orchestrator". Deze versie werd opgekocht door Electronic Arts en hernoemd in 1987 naar "Music Construction Set".
Het programma werd volledig herontworpen voor de Amiga, maar onder de naam Deluxe Music Construction Set. Het kreeg een fraaiere naam omdat de audiomogelijkheden van de computer geavanceerder waren. Deze versie had meer functies en was grafisch beter dan de andere versies van het programma. Deze versie stond ook toe om gebruikers songteksten te laten intypen in hun creaties, hoewel deze strikt voor de gebruiker waren (het programma deed geen poging om de songtekst te "zingen", een prestatie waartoe een Amiga-computer in staat is, er werd namelijk spraaksoftware meegeleverd).
Er werd een port voor de Apple IIGS geschreven door Randel B. Reiss; het werd nooit uitgebracht, maar de muziekengine werd gebruikt om de soundtrack te maken voor de Apple IIGS-games Zany Golf en The Immortal, dat momenteel het enige bestaande audiovoorbeeld is voor de software voor de Apple II GS.
De titelbalk van alle versies bevat "Will Harvey's" (bv Will Harvey's Music Construction Set), maar Harvey had eigenlijk weinig te maken met de andere versies (hij maakte enkel de eerste versie) en hij volgde de Apple IIGS versie op.